# Encephalartos sclavoi
Encephalartos sclavoi es una cícada la familia Zamiaceae, endémica de Tanzania. 
El epíteto específico es un homenaje a Jean Pierre Sclavo, un coleccionista de cícadas que descubrió por primera vez esta especie.

## Descripción
Mide hasta 1 m de altura y 35 cm de diámetro.
Las hojas son de 170-200 cm, de color verde oscuro, semi-brillantes.
Los amentos masculinos son cilíndricos, ovalados, de color amarillo, 20-25 cm de largo, las femeninas son más agudamente ovoides, 30-40 cm de largo y 15-20 cm de diámetro.

## Distribución y hábitat
El área de esta especie se restringe a las Montañas Usambara, al noreste de Tanzania, a una altitud entre 1800 y 2100 m.

## Conservación
Por lo reducido de su área de distribución y el pequeño tamaño de la población actual, estimada en cerca de cincuenta ejemplares, E. sclavoi está considerada por la UICN como especie en peligro crítico de extinción. Su área cae dentro de la Reserva Forestal shume-Magamba.